# Вайн'ярд (Юта)
Вайн'ярд (англ. Vineyard) — місто в США, в окрузі Юта штату Юта. Населення — 12 543 особи (2020), а за оцінками 2018 року - 15000 осіб.

## Географія
Вайн'ярд розташований за координатами 40°18′48″ пн. ш. 111°45′33″ зх. д. / 40.31333° пн. ш. 111.75917° зх. д. (40.313441, -111.759268).  За даними Бюро перепису населення США в 2010 році місто мало площу 16,46 км², з яких 11,27 км² — суходіл та 5,19 км² — водойми.

## Демографія
Згідно з переписом 2010 року, у місті мешкало 139 осіб у 42 домогосподарствах у складі 35 родин. Густота населення становила 8 осіб/км².  Було 47 помешкань (3/км²).
Расовий склад населення:
| - 86,3 % — білих - 1,4 % — корінних американців - 1,4 % — азіатів - 0,7 % — чорних або афроамериканців - 9,4 % — осіб інших рас |

До двох чи більше рас належало 0,7 %. Частка іспаномовних становила 15,8 % від усіх жителів.
За віковим діапазоном населення розподілялося таким чином: 32,4 % — особи молодші 18 років, 57,5 % — особи у віці 18—64 років, 10,1 % — особи у віці 65 років та старші. Медіана віку мешканця становила 25,9 року. На 100 осіб жіночої статі у місті припадало 101,4 чоловіків;  на 100 жінок у віці від 18 років та старших — 104,3 чоловіків також старших 18 років.
Середній дохід на одне домашнє господарство  становив 113 600 доларів США (медіана — 100 000), а середній дохід на одну сім'ю — 114 140 доларів (медіана — 101 458). Медіана доходів становила 76 875 доларів для чоловіків та 26 197 доларів для жінок. За межею бідності перебувало 1,1 % осіб, у тому числі 1,8 % дітей у віці до 18 років та 0,0 % осіб у віці 65 років та старших.
Цивільне працевлаштоване населення становило 460 осіб. Основні галузі зайнятості: освіта, охорона здоров'я та соціальна допомога — 24,3 %, фінанси, страхування та нерухомість — 19,1 %, науковці, спеціалісти, менеджери — 17,4 %.